# Oleg Ovsjannikov
Oleg Vladimirovič Ovsjannikov (in russo Олег Владимирович Овсянников?; Mosca, 23 gennaio 1970) è un ex danzatore su ghiaccio russo.

## Palmarès
Con Anželika Krylova
| Internazionali                                                                            | Internazionali | Internazionali | Internazionali | Internazionali | Internazionali |
| Evento                                                                                    | 1994–95        | 1995–96        | 1996–97        | 1997–98        | 1998–99        |
| ----------------------------------------------------------------------------------------- | -------------- | -------------- | -------------- | -------------- | -------------- |
| Giochi olimpici invernali                                                                 |                |                |                | 2°             |                |
| Campionati mondiali                                                                       | 5°             | 2°             | 2°             | 1°             | 1°             |
| Campionati europei                                                                        | 3°             | 2°             | 2°             | 2°             | 1°             |
| GP Finale                                                                                 |                | 2°             | 2°             |                | 1°             |
| GP Cup of Russia                                                                          |                |                | 1°             | 1°             | 1°             |
| GP Nations Cup/Sparkassen Cup                                                             |                | 1°             | 1°             | 1°             | 1°             |
| GP Skate America                                                                          |                | 2°             | 1°             |                |                |
| Goodwill Games                                                                            |                |                |                |                | 1°             |
| Centennial On Ice                                                                         |                | 2°             |                |                |                |
| Nazionali                                                                                 |                |                |                |                |                |
| Campionati russi                                                                          | 1°             | 2°             |                | 1°             | 1°             |
| GP = Gara compresa nel circuito Champions Series dal 1995; rinominato Grand Prix nel 1998 |                |                |                |                |                |

Con Elena Kustarova
| Internazionali         | Internazionali | Internazionali | Internazionali |
| Event                  | 1991–92        | 1992–93        | 1993–94        |
| ---------------------- | -------------- | -------------- | -------------- |
| International de Paris |                | 3°             |                |
| Nations Cup            |                |                | 3°             |
| Piruetten              |                |                | 3°             |
| Nazionali              |                |                |                |
| Campionati russi       |                | 2°             | 3°             |
| Campionati sovietici   | 4°             |                |                |

Con Elizaveta Stekolnikova
| Evento      | 1989–90 |
| ----------- | ------- |
| Golden Spin | 1°      |

 Con Maria Orlova
| Evento              | 1987–88 |
| ------------------- | ------- |
| Campionati mondiali | 3°      |